# 헤네랄카레라호

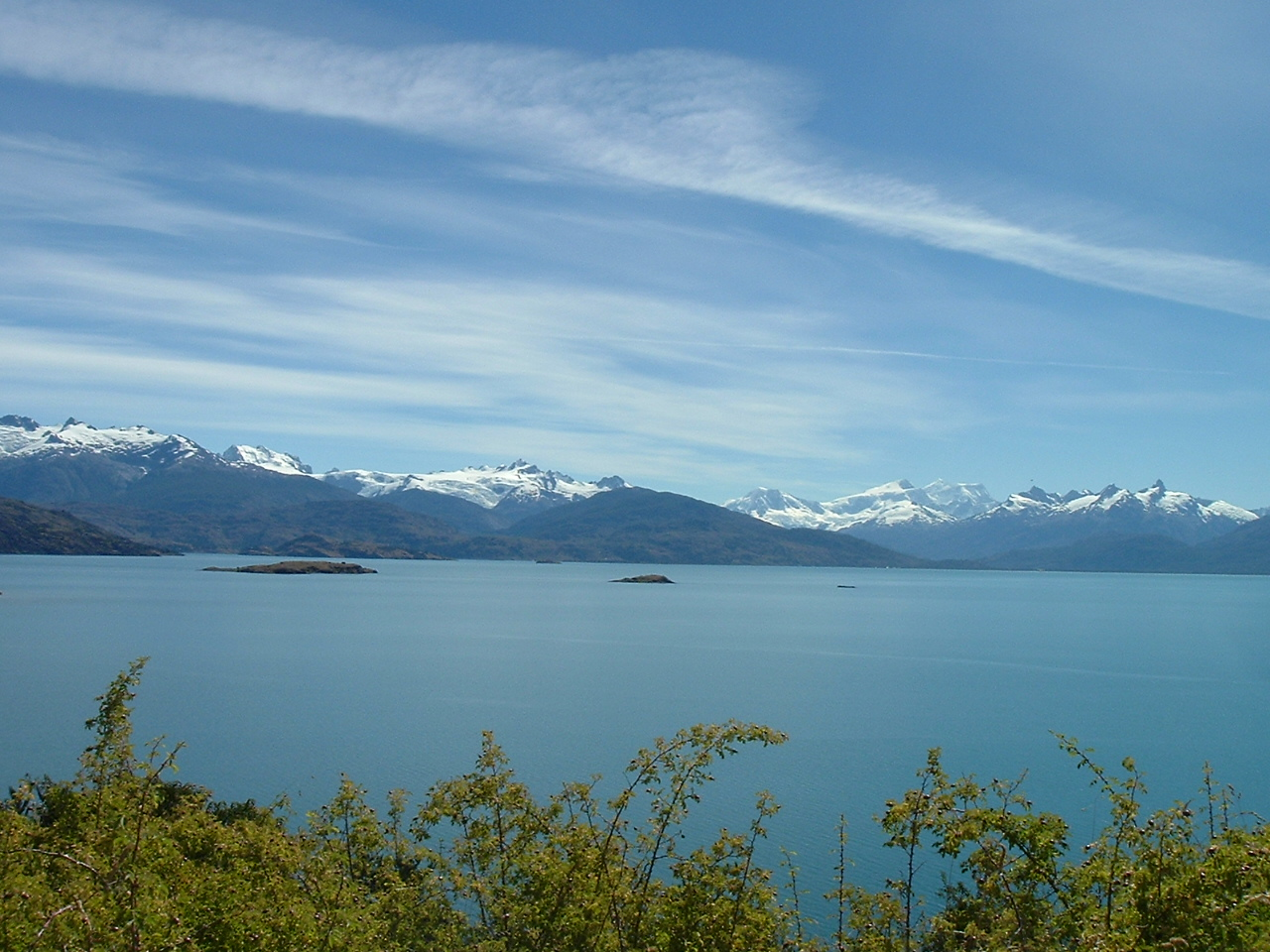
헤네랄카레라 호

헤네랄카레라 호(스페인어: Lago General Carrera) 또는 부에노스아이레스 호(스페인어: Lago Buenos Aires)는 파타고니아에 있는 호수로, 아르헨티나와 칠레에 걸쳐 있다. 아르헨티나 측의 명칭은 부에노스아이레스 호, 칠레 측 명칭은 헤네랄카레라 호지만, 두 이름 모두 국제적으로 사용되고 있다.